# Волтер С. Віллетт
Волтер С. Віллетт (народився 20 червня 1945) — американський лікар і дослідник харчування. Він є професором епідеміології та харчування імені Фредріка Джона Старе в Гарвардській школі громадського здоров’я та був головою її відділу харчування з 1991 по 2017 рік. Він також є професором медицини в Гарвардській медичній школі.
Віллетт є головним дослідником другого Дослідження здоров’я медсестер (NHS2 або NHS II), збірки досліджень щодо здоров’я літніх жінок та факторів ризику для них серйозних хронічних захворювань. Він опублікував понад 1500 наукових статей щодо різних аспектів дієти та захворювань  і є другим найбільш цитованим автором у клінічній медицині .
Віллетт, мабуть, найбільш відомий своєю книгою 2001 року «Їжте, пийте і будьте здорові» та полемікою, що виникла навколо неї. У книзі подано харчову інформацію та рекомендації, засновані на тому, що тоді було консенсусом вчених-дієтологів, і критикує багато неправильних уявлень про дієту та харчування, включаючи ідеї, представлені в рекомендаціях американських організацій, таких як USDA. ЗМІ часто цитують Віллетта в статтях про харчування.
У 2016 році програма Semantic Scholar AI включила Віллетта в список десяти найвпливовіших біомедичних дослідників.